# Ільницький Олег Романович
Олег Романович Ільницький (нар. 2 лютого 1949, Фюрт, ФРН) — літературознавець, професор відділу сучасних мов і культурологічних студій Альбертського університету. Автор студій з українського модернізму та культурних процесів у Російській імперії. Фахівець із гуманітарних комп'ютерних технологій та їх використання в українських студіях. Довголітній редактор наукового журналу «Canadian Slavonic Papers». Назначений з 2014 року редактор запланованого електронного журналу «Схід/Захід: Журнал українознавчих студій». Член Об'єднання українських письменників «Слово».

## Біографія
Одержав в 1971 B.A. cum laude із Сіті-Коледж при Нью-Йоркському університеті (англ. City College of the City University of New York (CCNY)) як спеціаліст з англійської літератури; у 1975 — М. А. з Гарвардського університету: спеціальність — російська мова й література.
Викладав українську мову та літературу в Гарвардському, Манітобському університетах (1979—1983), з 1985 р. — в Альбертському університеті (Канада). У 1983 р. захистив в Гарварді докторську дисертацію у відділі української мови й літератури: «Український футуризм, історія, теорія і практика. 1914—1930». Досліджує переважно літературні процеси 20-30-х років в Україні.

## Творчість
Автор праць:
- «Микола Бажан: його поезія і його критика» (1975),
- «Анатомія літературного скандалу: Михайль Семенко і початки українського футуризму» (1978),
- «Український футуризм: історія, теорія, практика» (1983),
- «Поеми Михайля Семенка» (1986),
- «Психологічні виміри прози Леся Мартовича» (1989) та ін.